# Карасор (озеро, Карагандинская область)
Карасо́р (каз. Қарасор) — солёное бессточное озеро на севере Каркаралинского района Карагандинской области Казахстана. Имеет максимальную глубину 5 м, средняя же глубина составляет 1,1 м. Площадь — примерно в 154 км². Объёмом воды — 160 млн м³. Площадь водосбора — 8750 км². Длина озера составляет 43,5 км, ширина — 7,3 км.
В озеро впадают 14 рек. Наиболее крупные: Талды, Карасу, Есенаман, Барак, Кемер.

## Береговая линия
Обща длина береговой линии составляет 103 км. Озеро лежит в обширной низменности. Почва вокруг глинистая, с запахом сероводорода. Берега озера низкие и глинистые, в основном пологие, — наиболее крутые склоны достигают высоты в 8 метров.

## Водный режим
Источником воды является тающий снег. В Карасор впадает несколько речек, которые пересыхают летом. Озеро замерзает в конце ноября и оттаивает в конце апреля или в мае. Вода озера солёная.